# 인천송담초등학교
인천송담초등학교는 대한민국 인천광역시 연수구에 있는 공립 초등학교이다. 교목은 소나무이고 교화는 산수유이다.

## 연혁
- 2021년 3월 1일 : 개교